# Holubov
Holubov es un pueblo de 1000 habitantes en el sur de la República Checa en la región de Český Krumlov.

## Historia
En 200 a. C. construyen los celtas un oppidum en Třísov. Sus terraplenes y murallas se han preservado hasta nuestra época. Los celtas abandonaron su oppidum, por causa de migración de los trobu germanos, en el principio de siglo I. En el siglo XIV está Holubov por la primera vez mencionado en documentos oficiales y cerca de aquí construye la familia Rožumberk (en alemán:Rosenberger)un castillo grande: Dívčí kámen (Maidenstein). El castillo es de un tipo similar al castillo de Český Krumlov. Desde el siglo XVI es solamente una ruina. En el siglo XIX. empieza industrialización de Holubov y se construye ferrovía que conecta Holubov con České Budějovice y Český Krumlov.

## Economía
- Turismo
- Agricultura
- Producción de cajas de papel en la fábrica Artypa (etimología: ars + typus + papyrus)

## División política de Holubov
- Holubov, pueblo central con el ayuntamiento
- Třísov
- Krásetín

## Lugares de interés
- Třísov, oppidum céltico
- Castillo Dívčí kámen
- Montana Kleť
- El tilo de Třísov, un árbol de 300 años de edad

## Teleférico

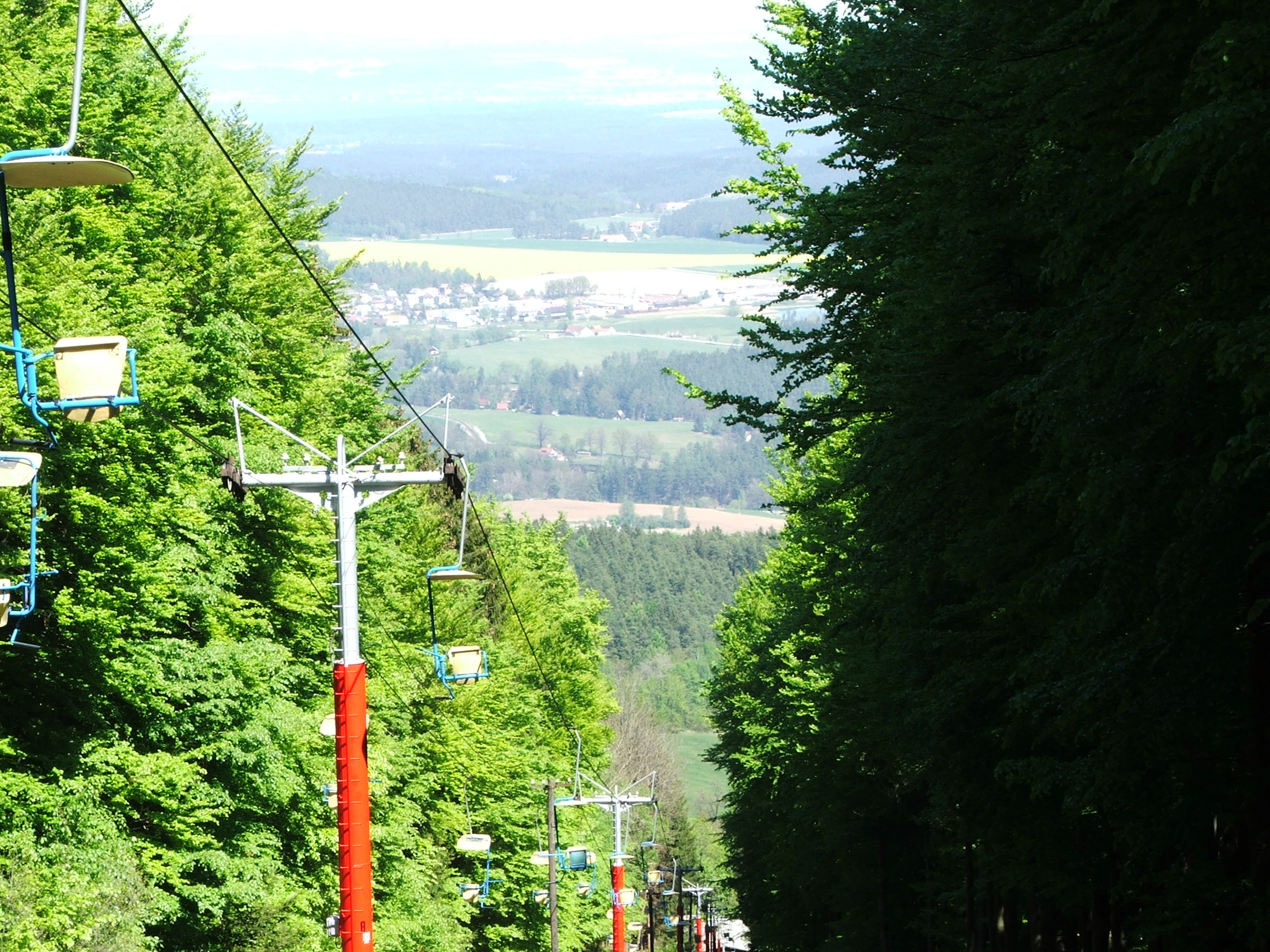
Teleférico de Krásetín a Kleť

De Krásetín a Kleť va un teleférico a la cima de la montana Kleť (1.083m) En alemán la montana Kleť se llama Schöninger. En su cima se encuentra un observatorio y una torre mirador construida en 1825. La subida por el teleférico dura 15 minutos.
- Datos: Q1625294
- Multimedia: Holubov / Q1625294